# Afnemerskrediet
Afnemerskrediet is een vorm van kortlopend vreemd vermogen, waarbij de afnemers aan de leverancier krediet verleent door vooruit te betalen voor nog te leveren goederen of diensten. Een voorbeeld is de aannemer die een koophuis bouwt en zich vooraf in termijnen laat betalen.
We kennen gegeven afnemerskrediet, waarbij éérst betaald wordt en de goederen in de toekomst geleverd zullen worden; er is dan sprake van de balanspost Vooruitbetaalde bedragen.
Voor de tegenpartij is er in dat geval sprake van ontvangen afnemerskrediet, waarbij dus éérst betaald is en in de toekomst geleverd moet worden; er is dan sprake van de balanspost Vooruitontvangen bedragen.